# Социология публичной сферы
Социология публичной сферы — это подход к социологии, который пытается вывести её за академические рамки и вовлечь в социологию широкую аудиторию.
Социологию публичной сферы нельзя определить как конкретный научный метод, теорию или набор политических ценностей. Социология публичной сферы — это определенный стиль, способ изложения и форма интеллектуальной деятельности. Майкл Буравой противопоставляет социологию публичной сферы профессиональной, академической, социологии, адресованной только профессиональным социологам.
Буравой и другие ученые, продвигающие идеи социологии публичной сферы, пытаются подтолкнуть развитие социологической науки в сторону вовлечения в открытые публичные и политические сферы с темами, которые связаны с общественной деятельностью, политической активностью, социальными движениями, институтами гражданского общества. Если возможно движение, ассоциируемое с публичной социологией, то оно должно вдохнуть новую жизнь в социологию за счет использования её эмпирических методов и теоретических идей при обсуждении не только того, что сейчас происходит в обществе, но и того, каким общество могло бы стать. Публичная социология предполагает нормативный подход к анализу и политический характер анализа социальной реальности.

## История публичной социологии
Термин «социология публичной сферы» был впервые использован Herbert Gans в 1988 году в работе «Sociology in America: The Discipline and the Public». Для Gans главными примерами социологов публичной сферы стали Дэвид Рисмен, автор книги Одинокая толпа (1950), одного из главных социологических бестселлеров, когда-либо написанных, и Роберт Белла, главный автор другого бестселлера Habits of the Heart (1985). В 2000 году социолог Ben Agger написал книгу Public Sociology: From Social Facts to Literary Acts, которая взывала к социологии, обращающейся к темам, интересным широкой публике. С тех пор, как президентом Американской социологической ассоциации в 2004 году стал Майкл Буравой, стоящий на платформе социологии публичной сферы, эта область получила большое внимание и вызвала массу споров в научной среде.
Дебаты о публичной социологии вызвали массу вопросов, затрагивающих вне-академические цели социологии. Публичная социология поднимает вопросы о том, что такое социология, какие у неё должны (и могут) быть цели. Подобные дебаты о науке и отстаивании политических интересов, гуманитарной науке и общественных взглядах — имеют долгую историю в американской социологии и американской социальной мысли вообще. Историк Mark C. Smith, например, исследовал ранние дебаты о целях социальной науки в своей работе Social Science in the Crucible: The American Debate over Objectivity and Purpose,1918-1941 (Duke University Press, 1994). А Stephen Park Turner и Jonathan H. Turner в своей книге The Impossible Science: An Institutional Analysis of American Sociology (Sage, 1990) показали, что когда научные цели ставятся исходя из интересов широкой публики, это ограничивает потенциал социологической мысли.

## Социология публичной сферы сегодня
До сих пор нет единого определения «социологии публичной сферы», с которым бы соглашались все социологии, но сам термин сейчас в основном ассоциируется с Майклом Буравым. Официальное заявление Буравого на выборах в АСА дает нам краткое изложение его позиции. «Как зеркало и совесть общества, социология должна определять, продвигать и информировать, участвуя в публичных дискуссиях о увеличивающемся классовом и расовом неравенстве, новой гендерной власти, ухудшении состояния окружающей среды, рыночном фундаментализме, государственном и негосударственном насилии. Я верю, что миру нужна социология публичной сферы — социология, которая выходит за рамки академической жизни. Наша потенциальная аудитория разнообразна, это может быть и просто аудитория СМИ и те, кто принимают конкретные политические решения, и молчаливое меньшинство и реальные социальные активисты. Аудитория и локальна, и глобальна, и национальна. И если социологии удастся спровоцировать общественную дискуссию во всех этих сферах, то это возродит дисциплину, даст нам второе дыхание. В свою очередь теория и исследовательская работа дает необходимую легитимацию, направление и содержание для социологии публичной сферы. Преподавательская деятельность также является ключевой для социологии публичной сферы: студенты — это самая первая аудитория, они могут распространять интерес к социологии в самых разных сферах. Наконец, критический взгляд, обращающий внимание на разрыв между тем, что есть сейчас и тем, что могло бы быть, усиливает ценностную ориентацию социологии публичной сферы, которая показывает нам, что мир мог бы быть другим.»
В других публикациях Буравой формулировал видение социологии публичной жизни, созвучной с духом демократического социализма. В Critical Sociology Буравой пишет: «Критическая работа с существующими утопиями — это интегральная часть проекта социологического социализма. Это видение социализма ставит человеческое общество и социальный гуманизм в свой центр, эти представления были центральными для Маркса, но они часто забывались до тех пор пока их снова не актуализировали Gramsci and Polanyi (Burawoy, 2003b). Если социология публичной сферы и будет иметь прогрессивный вклад, то она должна постоянно чувствовать свою ответственность и связь с таким представлением о демократическом социализме»
В немного другом ключе Буравой и Jonathan VanAntwerpen из University of California, Berkeley написали, что задачи их кафедры по поводу социологии публичной сферы заключаются в том, чтобы «повернуть, как выразился бы C. Wright Mills, частные интересы в общественное русло». Социология публичной сферы, которой занимаются в Berkley, — это попытка включения в публичные дискуссии по поводу таких тем, как: классовый и гендерный диспаритет и глобальное неравенство. Часть этих работ представляет собой попытки сделать профессиональные академические тексты доступными для других сфер (как например в The Bell Curve Херрнстайна и Мюррея) и привлечь не-социологов к обсуждению и интерпретации социологических проблем.
Подобным образом факультет социологии Университета Миннесоты поддерживает призыв к тому, чтобы социология играла большую роль в публичной сфере: «Несмотря на то, что содержание качественное социологическое исследования довольно сложно изложить коротко и понятно, социологии отведена роль той науки, которая должна предоставлять общественным лидерам и политикам полезную, точную, строго научную информацию».
На самом деле не только социологи сейчас ведут дискуссии о публичной роли социальной науки. Схожие дебаты возникали раньше в таких дисциплинах, как: экономика, политическая наука, антропология, география и история, а также во множестве поддисциплин, например, в политической экологии. В своей попытке продвинуть различные дисциплины в публичную сферу Крейг Калхун, президент Social Science Research Council, призывал социологов и представителей других социальных наук «задаться вопросом о том, что стимулирует инновации в их науке, что делает знание полезным, и как достигнуть обе эти цели, не упуская из виду текущие задачи долгосрочные возможности». Калхун также включился в дебаты о социологии публичной сферы, критически оценив проект социологии публичной сферы, в то же же время признавая её цели и понимая, что «значение социологии для публичной сферы будет определять развитие дисциплины».
В президентском послании Американской Социологической Ассоциации в 2004 году Буравой говорит, что социология публичной сферы обусловлена стремлением к истинным ценностям: социальной справедливости, экономическому равенству, правам человека, политическим свободам и даже просто к более хорошему миру. И именно эти ценности привлекли многих ученых заниматься социологией, в этом должно быть стремление социолога, а не в простом достижении академического статуса. Также в своей работе Буравой пишет, почему социология публичной сферы так важна именно сегодня. За последние 50 лет политическая позиция социологии вошла в критическое русло, в то время как мир, который она изучает, пошел по другому пути. Буравой предполагает, что радикализм 1960-х распространился через профессии и следовательно в несколько размытой форме стал результатом повышенного присутствия и участия национальных меньшинств и женщин. Это ознаменовало значительное изменение русла в 1960-х, которое отразилось на содержании социологической науки того времени.
Буравой приводит множество примеров подобного сдвига, социология работы превратилась из изучения процесса адаптации к изучению доминирования и рабочих движений. В более общем смысле концепции стратификационной теории сначала были изучением мобильности внутри иерархий, построенных на основе престижа занятости, а потом стали исследованием изменяющихся структур социального и экономического неравенства — класса, расы, гендера. Расовая теория выросла из теории ассимиляции к политической экономии к исследованиям расовых формаций. Социальная теория позволила и представила более радикальные трактовки и интерпретации классиков социологии, таких как Вебер и Дюркгейм, отдельной чертой стало возвращение к работам Маркса, с этой точки зрения феминизм также оказал существенное и драматическое влияние на некоторые сферы.
Буравой говорит, что изменения в идеологии, имеющей отношение к социологии, направлены не в ту сторону, в которую двигаются общественные изменения. Пока социологи снова и снова пишут в привычных для себя терминах о кризисе неравенства и доминирования, мы как общество тонем в потоке риторики, провозглашающей победу равенства и свободы. Буравой обращает особое внимание на существенный разрыв в повестке дня социологии и развитием самого общества, напоминая, что за последние 25 лет вряд ли можно назвать какие-либо значимые достижения человечества в области экономической безопасности и прав человека. В то же время этим достижениям все больше и больше препятствует процесс рыночной экспансии. С этой точки зрения возникает ощущение, что комбинация государства и рынка действует как механизм, работающий против гуманности, в той форме, которую называют неолиберализмом.

## Критика
Далеко не все из тех, кто занимается социологией публичной сферы в роли известных интеллектуалов или ученых готовы подписаться под виденьем «социологии публичной сферы», которое предложил Буравой или под каким-либо иным виденьем. И после того как Буравой поднял тему социологии публичной сферы и привлек к ней внимание, проект его стал очень активно обсуждаться и критиковаться в сети, в дебатах между социологами и в академических журналах.
Примечательно, что проект, предложенный Майклом Буравым был подвержен критике как со стороны «критической» социологии, так и со стороны представителей мейнстрима науки. Весь спектр этих дискуссий был включен в форумы, посвященные этому предмету, в таких академических журналах, как Social Problems, Social Forces, Critical Sociology, и British Journal of Sociology. Благодаря этим дебатам возник еще больший интерес к социологии публичной сферы и еще большее несогласие по поводу того, что такое социология публичной сферы и каковы её цели.
Одним из самых заметных критиков социологии публичной сферы является Mathieu Deflem из Университета Южной Каролины. Дефлем говорит, что социологию публичной сферы не публична и не социологична. Социология публичной сферы — это не способ сделать социологию более доступной для общества и это не способ соединить социологию с демократическими институтами и политической жизнью. Безусловно, социологи должны быть публичными интеллектуалами. Но они должны и могут быть публичными только как представители науки, которой они занимаются, а не как политические активисты, левые или правые. В то же время социология публичной сферы — это попытка подмять науку социологию под интересы политики, политики особого толка, но не для того, чтобы усилить социологический активизм, а для того, чтобы свести социологию к социологическому активизму. ." (Deflem, Letter to the Editor, The Chronicle Review, 2004). Дефлем также ведет свой блог deflem.blogspot.com (ранее сайт SaveSociology.org), который противостоит идеям социологии публичной сферы.

## Будущее социологии публичной сферы
После очередного ежегодного собрания Американской Социологической Ассоциации 2004 года, на котором проект социологии публичной сферы был представлен и широко обсуждался, тема вызывала интерес. За последние пару лет в сфере социологии публичной сферы были изданы три книги The Public Sociologies Reader, под редакцией Udith Blau and Keri Iyall Smith и Public Sociology: The Contemporary Debate, под редакцией Larry Nichols, а также Public Sociology: Fifteen Eminent Sociologists Debate Politics and the Profession in the Twenty-First Century под редакцией Dan Clawson и др. Встреча Американской Социологической Ассоциации 2007 года в Нью Йорке частично также была посвящена социологии публичной сферы, по этой тематике проходило несколько пленарных заседаний.

## Научные кафедры
- Website of the ASA Task Force on Institutionalizing Public Sociologies
- Public Sociology at Berkeley
- Open Source Sociology: a similar project attempting to promote collaborate research, activities and open academic dialogue.
- Магистерская программа «СОЦИОЛОГИЯ ПУБЛИЧНОЙ СФЕРЫ И СОЦИАЛЬНЫХ КОММУНИКАЦИЙ» на кафедре общей социологии НИУ ВШЭ